# Manhattan College

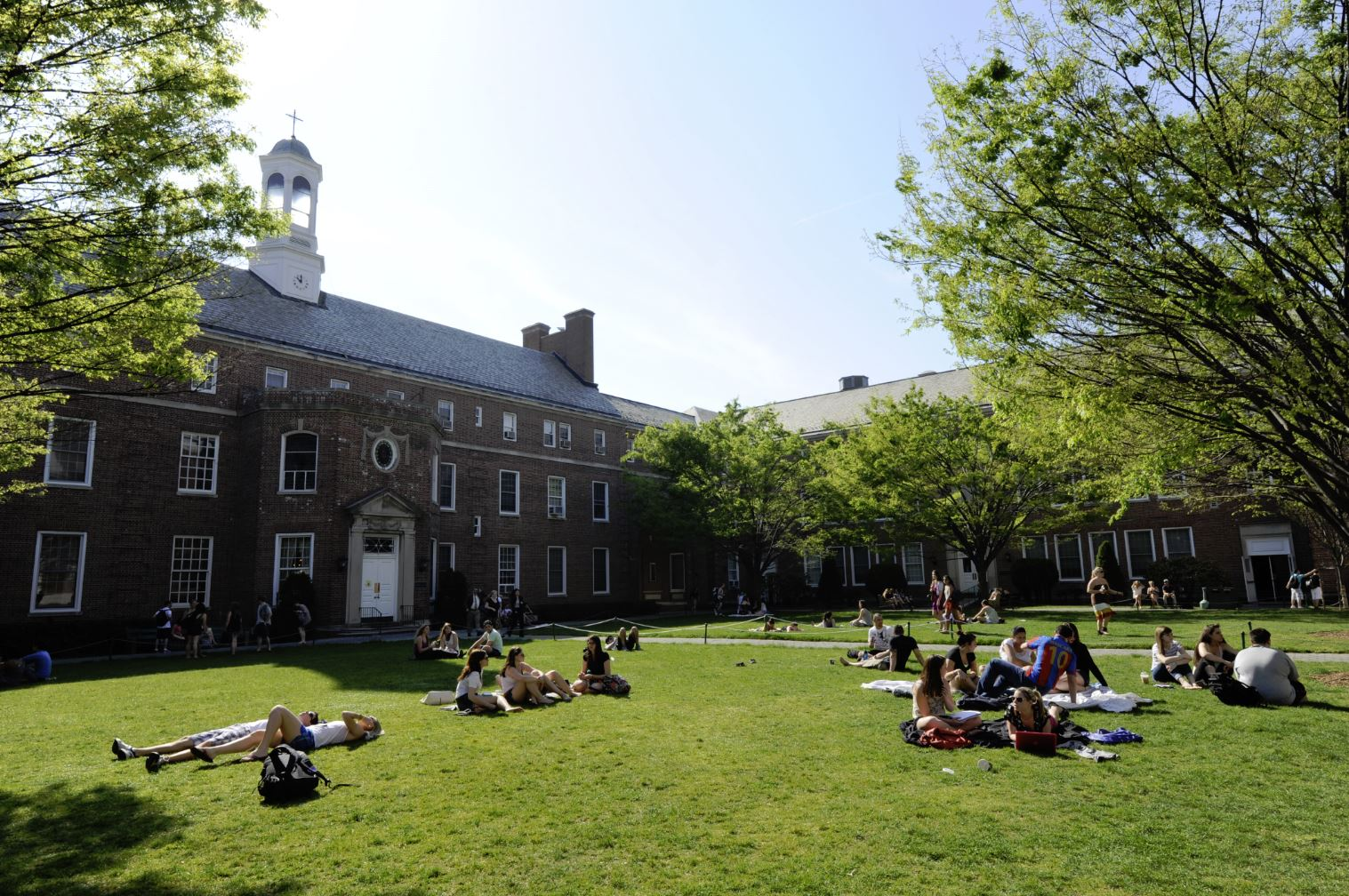
The Quad, parte central do campus da Manhattan University.

Manhattan University (anteriormente Manhattan College) é uma universidade católica privada na cidade de Nova Iorque. Originalmente fundada em 1853 pelos Brothers of the Christian Schools (De La Salle Christian Brothers) como uma academia para alunos diurnos, foi posteriormente incorporada como uma instituição de ensino superior por meio de uma carta concedida pelo New York State Board of Regents. Em 1922, mudou-se de Manhattan para a seção Riverdale do Bronx, aproximadamente 10,3 km ao norte de sua localização original na 131st Street em Manhattanville.